# Spoorlijn Würzburg - Hanau
De spoorlijn Würzburg - Hanau ook wel Main-Spessart-Bahn genoemd is een Duitse spoorlijn als lijn 5200, (Würzburg - Aschaffenburg) en als spoorlijn 3660, (Frankfurt (Main) Süd - Aschaffenburg) onder beheer van DB Netze.

## Geschiedenis
Het traject Würzburg - Aschaffenburg werd door Königlich Bayerischen Staats-Eisenbahnen op 1 oktober 1854 geopend.

Het traject Frankfurt (Main) Süd - Aschaffenburg werd door Frankfurt-Hanauer Eisenbahn op 1 oktober 1854 geopend.

## Treindiensten

### Deutsche Bahn
De Deutsche Bahn verzorgt het personenvervoer op dit traject met RE- en RB-treinen.

#### S-Bahn Rhein-Main
De treinen van de S-Bahn Rhein-Main tussen Frankfurt Süd en Hanau maken geen gebruik van dit traject maar rijden over de Kinzigtalbahn.

## Aansluitingen
In de volgende plaatsen is of was er een aansluiting van de volgende spoorlijnen:

### Würzburg
- Würzburg - Hannover, HSL spoorlijn tussen Würzburg - Hannover
- Würzburg - Stuttgart, spoorlijn tussen Würzburg - Stuttgart
- Würzburg - Nürnberg, spoorlijn tussen Würzburg - Nürnberg
- Würzburg - Bamberg, spoorlijn tussen Würzburg - Bamberg
- Würzburg - Treuchtlingen, spoorlijn tussen Würzburg - Treuchtlingen
- Würzburger Straßenbahn GmbH, tram in en rond Würzburg

### Gemünden
- Fulda-Main-Bahn spoorlijn tussen Flieden en Gemünden am Main
- Fränkische Saaletalbahn, spoorlijn van Gemünden (Main) over Bad Kissingen naar Ebenhausen

### Aschaffenburg
- Rhein-Main-Bahn, spoorlijn tussen Wiesbaden en Aschaffenburg
- Maintalbahn, spoorlijn tussen Aschaffenburg en Wertheim
- Aschaffenburg - Höchst, spoorlijn tussen Aschaffenburg en Höchst (Odenwald)

### Hanau
- Kinzigtalbahn spoorlijn tussen Fulda en Frankfurt am Main
- Frankfurt-Hanauer Eisenbahn spoorlijn tussen Frankfurt Süd en Hanau
- Friedberg - Hanau spoorlijn tussen Friedberg en Hanau
- Kahlgrundbahn spoorlijn tussen Kahl am Main en Schöllkrippen
- Odenwaldbahn spoorlijn tussen Eberbach en Hanau
- S-Bahn Rhein-Main treindienst rond Frankfurt am Main

## Elektrische tractie
Het traject werd op 26 september 1957 geëlektrificeerd met een spanning van 15.000 volt 16⅔ Hz wisselstroom.